# Fengyang

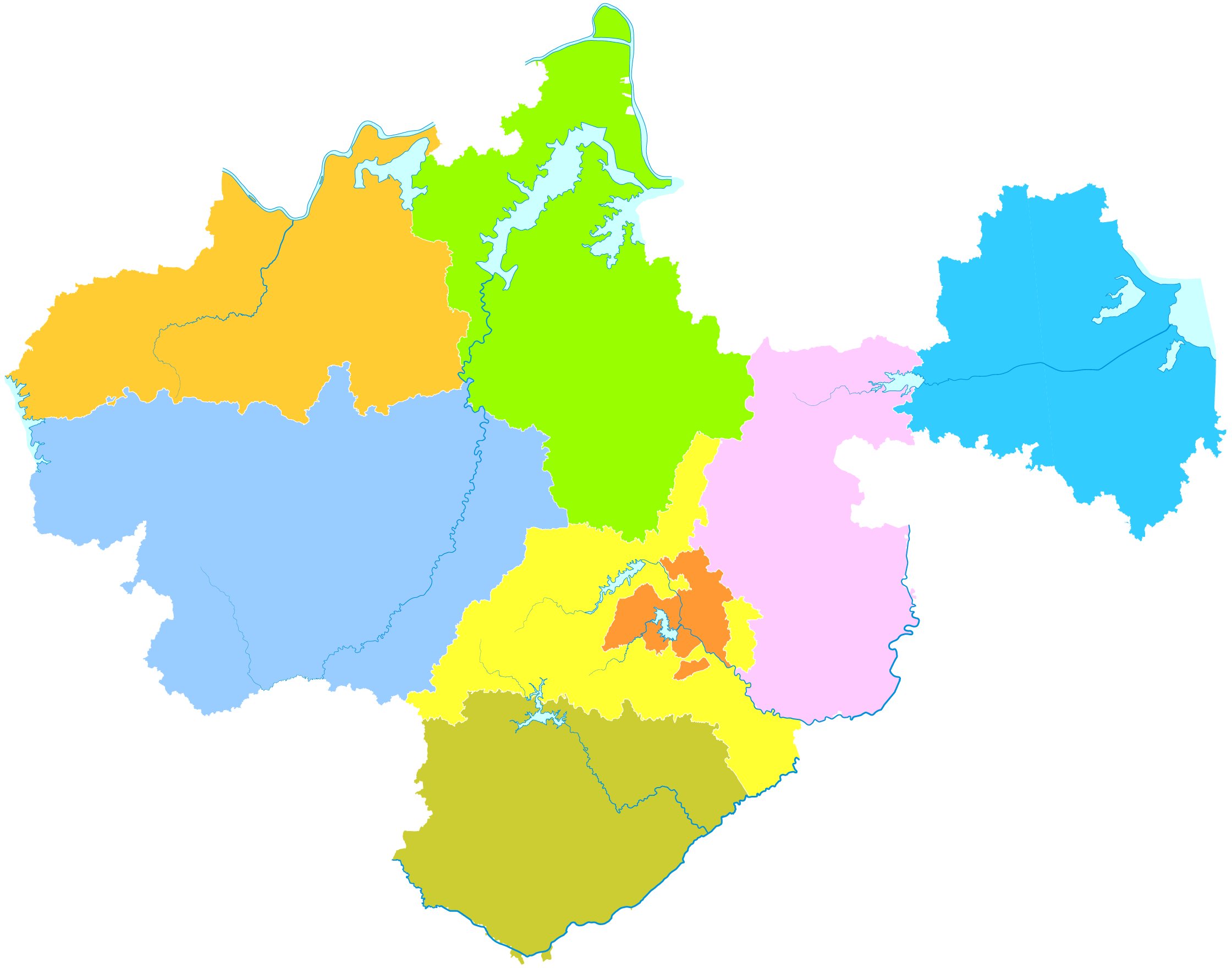
Lage des Stadtbezirks Fengyang im Gebiet der bezirksfreien Stadt Chuzhou

Der Kreis Fengyang (chinesisch 凤阳县, Pinyin Fèngyáng Xiàn) ist ein Kreis in der chinesischen Provinz Anhui. Er gehört zum Verwaltungsgebiet der bezirksfreien Stadt Chuzhou.
Er hat eine Fläche von 1949,5 km² und zählt 631.934 Einwohner (Volkszählung 2020). Sein Hauptort ist die Großgemeinde Fucheng (府城镇).
Die Stätte der Kaiserstadt und die Steinskulpturen der Gräber in der Mittleren Hauptstadt der Ming-Dynastie (Ming zhongdu huang gucheng ji Huangling shike 明中都皇故城及皇陵石刻) stehen seit 1982 auf der Liste der Denkmäler der Volksrepublik China (2-55).